# NGC 2203
NGC 2203 (другое обозначение — ESO 34-SC4) — рассеянное скопление в созвездии Столовой Горы, расположенное в Большом Магеллановом Облаке. Открыто Джоном Гершелем в 1836 году. Массивные звёзды в скоплении имеют большую скорость вращения, что, вероятно, приводит к увеличению их срока жизни. Масса NGC 2203 составляет около 3,7⋅104 M⊙. Возраст скопления — около 1,55 миллиарда лет, металличность — 50% от солнечной. Диаметр скопления составляет 31 световой год.
Этот объект входит в число перечисленных в оригинальной редакции «Нового общего каталога».